# Grand jury (droit)
Pour les articles homonymes, voir Grand jury.

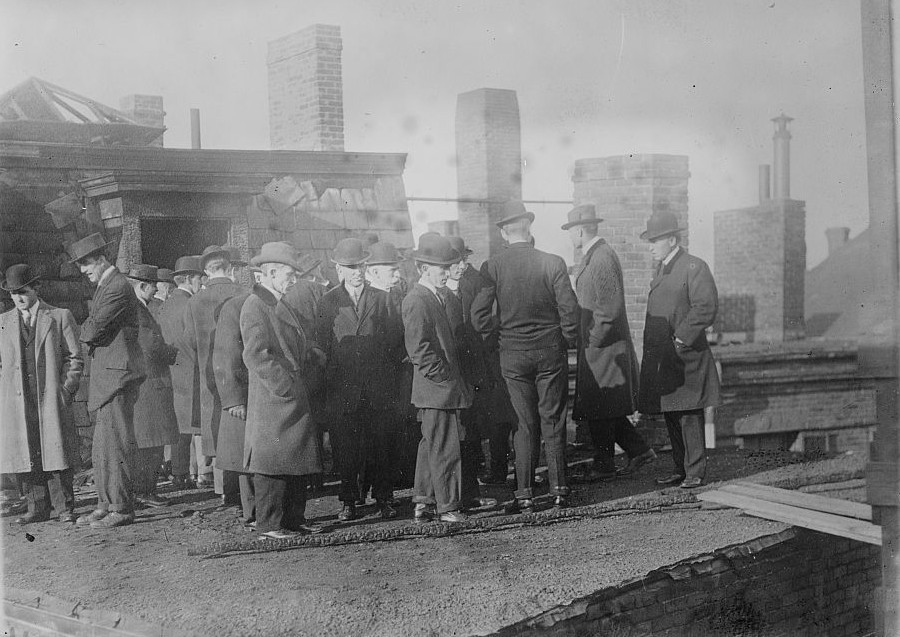
Grand jury après l'incendie de l'hôtel Arcadia à Boston, en 1913.

Un grand jury (en anglais, pluriel grand juries) est une institution au sein d'un tribunal qui a le pouvoir de mener une procédure officielle pour enquêter sur les actes criminels et de déterminer si des accusations doivent être retenues. Le grand jury peut exiger (subpoena) la production de documents et la comparution de témoins sous serment. Actuellement, seuls les États-Unis  et le Liberia utilisent des grand juries, bien que d'autres pays de common law les aient utilisés dans le passé. De 1791 à 1808 a existé, en France, le jury d'accusation qui possédait des prérogatives similaires. 
Un grand jury est ainsi nommé car, traditionnellement, il a un plus grand nombre de jurés qu'un premier jury (aussi connu sous le nom de petty jury, du français petit).
Le grand jury fédéral est considéré par la Cour suprême comme « une entité constitutionnelle de son propre droit » qui ne fait partie ni du pouvoir exécutif (comme les procureurs) ni du pouvoir judiciaire (comme les juges, United States v. Williams 1992).
Ces grand juries comprennent généralement un grand nombre de membres (jusqu’à 23 grands jurés). Ils prennent leurs décisions à la majorité simple, et agissent à huis clos, notamment dans le but de préserver la réputation de personnes qui n'ont pas encore été inculpées. En outre, il n'y a ni juge ni avocat de la défense devant le grand jury, seulement le procureur qui présente ses preuves. Les preuves qui seraient illégales au procès sont recevables devant le grand jury, celui-ci ne se prononçant que sur l'inculpation sans prononcer aucune peine. Les grands jurés peuvent questionner les témoins, ce que ne peuvent pas faire les jurés d'un procès.
Le procureur peut se servir du grand jury pour mener son enquête, par exemple pour citer des personnes à témoigner sous serment. À travers le grand jury, le procureur devient ainsi aussi puissant qu'un juge d'instruction français.
Théoriquement, un grand jury peut agir de façon indépendante d'un procureur, mais c'est extrêmement rare.
Les membres d'un grand jury sont de simples citoyens, généralement tirés au sort pour une longue période (par exemple plusieurs mois).

## Lesgrand juries«civils»
En Californie, il existe aussi des grand juries « civils » par opposition au grand jury pénal traditionnel. Ces grand juries sont chargés d'examiner au quotidien le travail des fonctionnaires locaux du comté et des municipalités du comté. Chaque grand jury comprend 23 grands jurés tirés au sort parmi des volontaires. Leur mandat est d'un an et ils sont payés 60 $ la journée. Ils sont habilités à recevoir des plaintes de tout citoyen, à appeler des personnes à témoigner, à examiner toutes les archives, à inspecter les prisons, etc. Ils publient des rapports pour proposer des changements ou dénoncer des abus.
De façon générale, plusieurs États américains permettent aux grand juries d'enquêter sur des affaires non-pénales et d’émettre des recommandations à l'attention des élus, y compris des modifications législatives.